# حیوانات ماشینی
حیوانات ماشینی (انگلیسی: Animal Mechanicals) یک مجموعه پیش دبستانی تلویزیونی انیمیشن کانادایی است که توسط جف روزن ایجاد شده است.